# Georgi Maximowitsch Puschkin

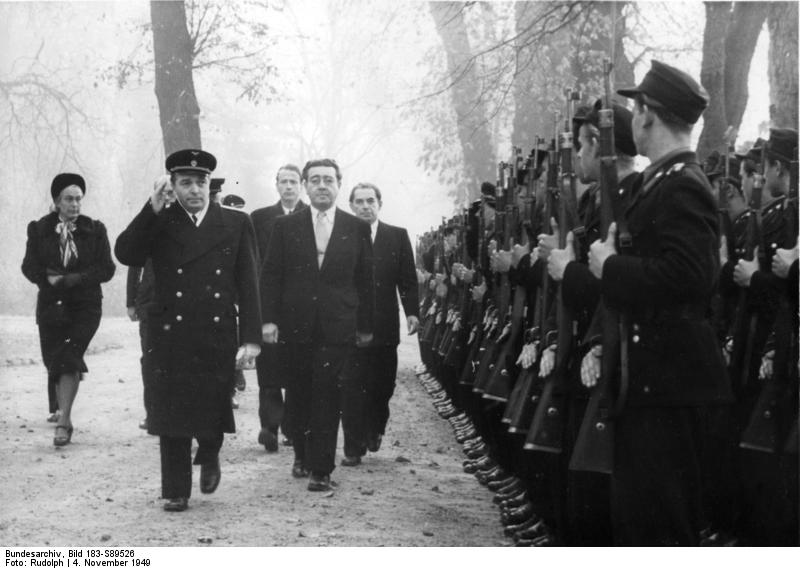
Puschkin beim Abschreiten einer Ehrenkompagnie der Volkspolizei, 1949

Georgi Maximowitsch Puschkin (russisch Георгий Максимович Пушкин; * 21. Januarjul. / 3. Februar 1909greg. in Malaja Konopljanka, Gouvernement Smolensk; † 2. April 1963 in Moskau) war ein sowjetischer Diplomat und Politiker.
Puschkin, zuvor Botschafter in Budapest, war vom 4. November 1949 bis zum 31. Mai 1952 der erste diplomatische Vertreter der UdSSR in Ost-Berlin. Zwischen 1952 und 1954 amtierte er unter den Außenministern Andrei Wyschinski und Wjatscheslaw Molotow als stellvertretender Minister für auswärtige Angelegenheiten der UdSSR. 1954 wurde die diplomatische Mission in der DDR in den Rang einer Botschaft erhoben und Puschkin zum „Außerordentlichen und Bevollmächtigten Botschafter der UdSSR in der Deutschen Demokratischen Republik und Hohen Kommissar in Deutschland“ ernannt. Zwischen 1959 und 1963 war Puschkin unter Andrei Gromyko stellvertretender Außenminister.